# Torynesis
Torynesis es un género de mariposas de la subfamilia Satyrinae en la familia Nymphalidae. Consta de cinco especies de Sudáfrica y Lesoto.

## Especies
- Torynesis hawequas Dickson, 1973
- Torynesis magna (van Son, 1941)
- Torynesis mintha (Geyer, [1837])
- Torynesis orangica Vári, 1971
- Torynesis pringlei Dickson, 1979